# Polystichum rigidum
Polystichum rigidum là một loài dương xỉ trong họ Dryopteridaceae. Loài này được C. Chr. mô tả khoa học đầu tiên năm 1926.